# Bada Bing
Bada Bing (ili Bada Bing!, The Bing) fiktivni je striptiz klub iz HBO-ove televizijske serije Obitelj Soprano. Klub je nazvan po frazi "bada bing", koju je popularizirao James Caan u Kumu. Popularizacija fiktivnog kluba donijela je povećanje prometa u stvarnom go-go baru gdje su scene snimane.

## Korištenje i efekti u seriji
Bing posjeduje i vodi Silvio Dante, savjetnik Tonyja Soprana. Tonyjev se ured nalazi u stražnjoj sobi Binga, a obitelj Soprano ondje često raspravlja o poslu ili organizira privatne zabave.
Naslov kluba je stereotipni talijansko-američki izraz u stilu "bada bing bada boom" ili "bada boom bada bing". Korištenje imena Bada Bing kao imena kluba i drugdje u seriji toliko je popularizirala poštapalicu da je 2003. dodana u Oxfordski rječnik engleskog jezika kao uzvik naglašavanja da će se nešto dogoditi s velikom vjerojatnošću. Bada bing je imitacija zvuka perkusija ili je izvedena iz "bada-bing" zvučnog efekta koji lik Jamesa Caana, Sonny Corleone, čini kako bi opisao pucnjeve iz neposredne blizine u Kumu.

### Alkohol i golotinja
"Bing" predstavlja jednu od devijacija od stvarnosti u seriji jer zakon New Jerseyja zabranjuje prodaju alkohola u topless barovima.
Recenzent Paul Levinson opisao je Bada Bing i njegovu golotinju kao pozadinu, kao ključno okruženje serije:
"Briljantna je odluka Obitelji Soprano da većinu golotinje smjesti u striptiz klub Bada Bing kojeg vodi desna ruka Tonyja Soprana, Silvio Dante. Okruženje je istaknuto logično mjesto gdje se često nalaze Tony i njegova ekipa kako bi razgovarali o poslu, a golim ženama ne treba dodatna motivacija osim da plešu u klubu [...] Bada Bing je idealna lokacija -- za Obitelj Soprano čini isto što i restoran za Seinfelda -- ali uz više fizičke eksplicitnosti koja priči dodaje seksualnu energiju."

### Ključne scene
Bing je mjesto u kojem se odvijaju sljedeće scene:
- Tony Soprano i njegova ekipa otkrivaju da je Jackie Aprile, Sr. umro od raka. Jedna od plesačica kaže kako nikad neće zaboraviti gdje je bila kad je Jackie umro.[5][6]
- Tony otkazuje ubojstvo Dona Hausera, nogometnog trenera njegove kćeri i silovatelja.[7][8]
- Tony i Silvio dogovaraju ubojstvo Richieja Aprilea, ali ih zatekne svađa između Richieja i Janice sa smrtnim ishodom.[9][10]
- Tony i Paulie Walnuts dogovaraju se kako će ubiti Big Pussyja ako otkriju da je ozvučen.[11][12]
- Ralph Cifaretto pretuče svoju trudnu djevojku Tracee, plesačicu iz Binga, do smrti na parkiralištu ispred kluba.[13][14]
- Johnny Sack obavještava Tonyja kako je spreman pomiriti se s Ralphom zbog uvrede nanesene Sackovoj ženi, što Tonyju dopušta da otkaže njegovo ubojstvo.[15][16]
- Christopher Moltisanti zaprijeti Tonyju pištoljem zbog navodne afere s njegovom zaručnicom.[17][18]
- Paulie se priviđa Djevica Marija kako lebdi na plesnom podiju nakon čega se pomiruje sa svojom tetkom Marianucci koja ga je odgojila kao vlastitog sina.[19][20]
- Silvio biva ustrijeljen nekoliko puta na parkiralištu po naredbi Phila Leotarda. Patsy Parisi uspijeva pobjeći.[21][22]

## Efekti na filmsku lokaciju
Sve interijerne i eksterijerne scene Bada Binga snimljene su na lokaciji u Satin Dollsu, stvarnom go-go baru na Route 17 u Lodiju u New Jerseyju.
Popularnost serije i ozloglašenost Bada Binga rezultirali su ekonomskim profitom za stvarni klub kroz posjete i suvenire. Nakon završnice serije, vlasnici stvarnog kluba odlučili su na aukciji prodati namještaj.

## Vanjske poveznice
- Službena stranica kluba Satin Dolls  Arhivirana inačica izvorne stranice od 23. siječnja 2010. (Wayback Machine)